# Gordon Johnson
Lewis Gordon Johnson (Essendon, Victòria, 1 d'agost de 1946) va ser un ciclista australià que fou professional entre 1970 i 1973. Es dedicà principalment al ciclisme en pista. Com a ciclista amateur, va prendre part en els Jocs Olímpics de 1964 i 1968. Va guanyar el Campionat del món de velocitat de 1970.
El seu pare Tassy Johnson, també ciclista, va participar en els Jocs Olímpics de 1936.

## Palmarès
- 1970
  -  Campió del món en velocitat
  -  Medalla d'or als Jocs de la Commonwealth en tàndem (amb Ron Jonker)
- 1971
  -  Campió del Regne Unit en velocitat
  - 1r al Gran Premi de Copenhaguen de velocitat